# Zara Moussa
Pour les articles homonymes, voir Moussa.
Zara Moussa, née vers 1980[réf. nécessaire] à Niamey, est une chanteuse et rappeuse du Niger, dont le nom de scène est ZM.

## Biographie
Née à Niamey, Zara Moussa se fit connaître du public en 2002 en remportant un concours de hip-hop grâce à son titre Femme objet dans sa ville natale qui avait été organisée par l'Ambassade de France. Elle devint ainsi la première rappeuse d’Afrique de l'Ouest à signer un contrat d'enregistrement.[réf. nécessaire]
Elle a intitulé Kirari l'album qui en a résulté, d'après un cri de guerre de la langue haoussa. Son deuxième album intitulé Ma Rage, sorti en 2012, est composé par Boubacar Souley, Leroy Olivier et elle-même. Zara Moussa fait ses débuts en interprétant des standards de grands chanteurs, notamment au sein du grand orchestre de la capitale, l’Orchestre Wiza de Niamey.
Ses chansons traitent de sujets sociaux ou politiques tels que les droits des femmes et les violences familiales ainsi que d'enjeux cruciaux en matière de santé publique ; à ce sujet, sa production est comparable à celle d'autres rappeurs nigériens tels que Safiath. Zara impose un style de hip hop aux rythmiques lourdes où se mélangent les sons ragga et les mélodies africaines. Elle parle sans tabous de la violence, du mariage, de l’amour ; Zara chante les problèmes de la société humaine. Zara se produit en France principalement en Bretagne entourée de ses musiciens ; Denis Béziers, président de Melrose, et Julien Pion, animateur d'Itinéraire Bis. Elle performe dans des collèges, lycées, MJC et prisons.
Un grand nombre de ses chansons sont en français, mais certaines sont en zarma et quelques-unes en haoussa. Son style mélange le hip-hop avec d'autres styles musicaux africains.

### Vie privée
Moussa est mariée, et décrit son mari, qui a écrit certaines de ses chansons et l'aide à produire ses enregistrements, comme son soutien le plus important dans un pays où souvent la musique est considérée comme un investissement peu rentable, et où la scène hip-hop est dominée par les hommes. Elle a également fait une apparition au festival WOMEX .

## Discographie

### Album
- 2012 : Ma rage[3]

1. Ghetto Boys
2. Tout va de travers
3. Ma rage
4. Kirari
5. Soyéya
6. Prends le mic
7. Femme objet
8. Femme rurale
9. Ma gate
10. Violence
11. Rapo
12. Je dois partir